# Del Norte Coast Redwoods State Park

Panorama wybrzeża parku Del Norte Coast Redwoods

Del Norte Coast Redwoods State Park – park stanowy w amerykańskim stanie Kalifornia. Zajmuje teren o powierzchni 100 km² leżący na południe od miasta Crescent City na terenie hrabstwa Del Norte. Znany z 13 km dzikiego wybrzeża klifowego oraz lasów z okazałymi sekwojami wieczniezielonymi.
Park wraz z Prairie Creek Redwood State Park, Jedediah Smith Redwoods State Park i Parkiem Narodowym Redwood są wpisane na Listę światowego dziedzictwa UNESCO oraz na listę rezerwatów biosfery.